# Новошинский сельсовет (Коробовский район)
Новошинский сельсовет — упразднённая административно-территориальная единица, существовавшая на территории Коробовского района Московской области до 1952 года. Административным центром была деревня Новошино.

## История
В 1923 году Новошинский сельсовет находился в составе Середниковской волости Егорьевского уезда Московской губернии.
В 1925 году в состав Новошинского сельсовета вошла деревня Гаврино из упразднённого Гавринского сельсовета, но уже в 1926 году Гавринский сельсовет был вновь восстановлен.
На 1 января 1927 года в состав Новошинского сельсовета входила только одна деревня Новошино.
В ходе реформы административно-территориального деления СССР в 1929 году деревня Гаврино вновь передана Новошинскому сельсовету, который вошёл в состав Дмитровского района Орехово-Зуевского округа Московской области. В 1930 году округа были упразднены, а Дмитровский район переименован в Коробовский.
В 1952 году Новошинский сельсовет был упразднён, а его территория разделена между Шараповским (деревня Новошино) и Середниковским сельсоветом (деревня Гаврино).